# Lego Duplo
Lego Duplo — линейка конструкторов LEGO от компании Lego Group, предназначенных для детей от 1,5 до 5 лет. Кубики Duplo в два раза длиннее, выше и шире традиционных кубиков Lego, что упрощает обращение с ними и снижает вероятность их проглатывания маленькими детьми. Несмотря на свой размер, они совместимы с традиционными кубиками Lego.
Первый конструктор Duplo был выпущен в 1969 году, с тех пор ассортимент линейки постоянно расширялся и теперь включает в себя наборы с фигурками, автомобилями, домами и поездами. Продукция Duplo производится в городе Ньиредьхаза в Венгрии.

## Разработка

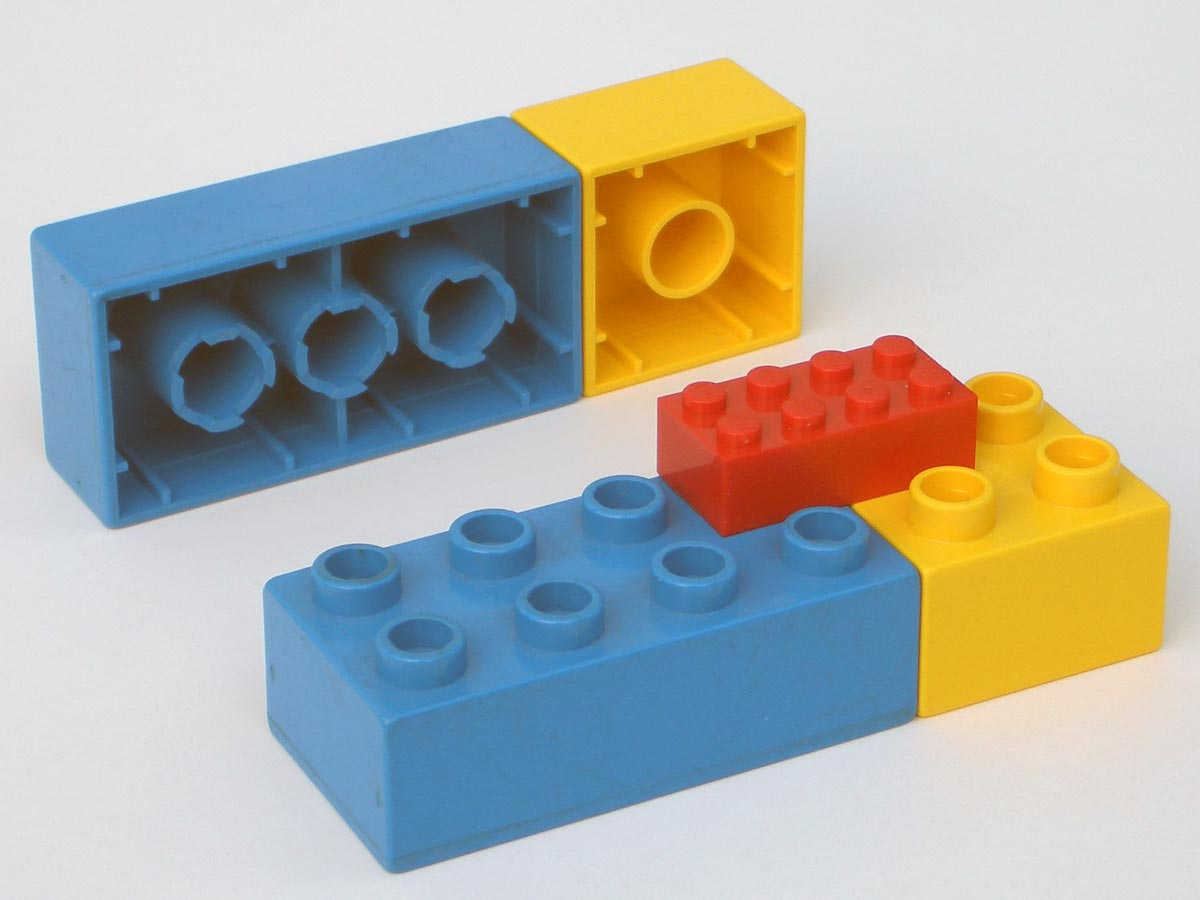
Кирпичики Duplo и классические кирпичики LEGO совместимы

До появления новой серии кубиков в 1969 году LEGO Group исследовала способы производства безопасных кубиков LEGO, которые были бы больше традиционных кирпичиков LEGO и подходили бы маленьким детям в возрасте от полутора лет. Компания пыталась найти масштаб, который бы соответствовал существующей системе LEGO, рассматривая масштабы 3:1 и 4:1, но в конце концов в LEGO остановилась на масштабе 2:1. В 1968 году владелец компании во втором поколении Готфрид Кирк Кристиансен предложил сделать полые шпильки на кирпичах Duplo, чтобы сделать их совместимыми с системой LEGO. Название линейки Duplo происходит от латинского слова «duplex», означающего «двойной».

## Запуск и разработка

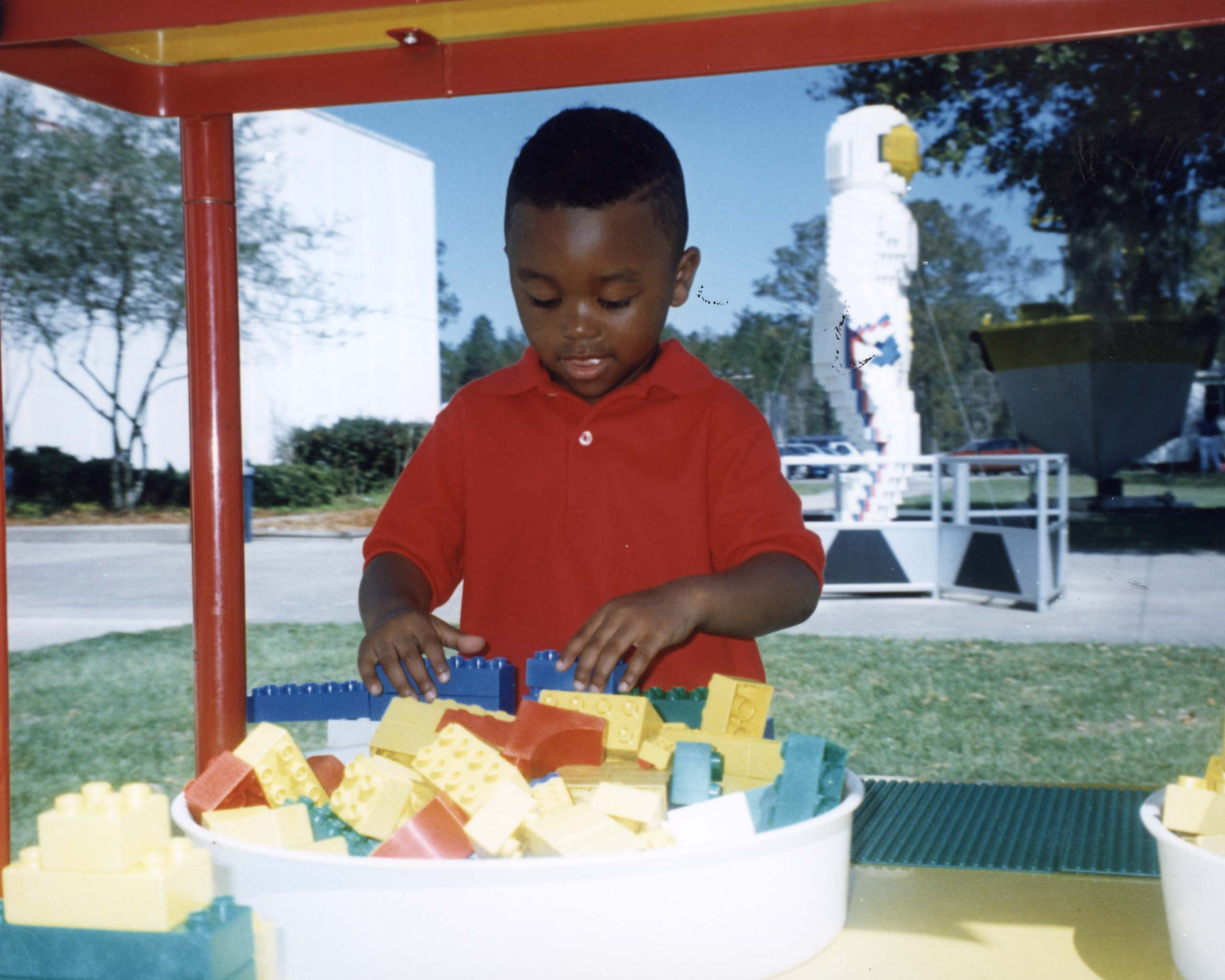
Мальчик играет с конструктором LEGO Duplo (1997 год)

Кирпичики Duplo были представлены в 1969 году в четырёх цветах: красном, жёлтом, синем и белом. В следующем году были добавлены ещё два комплекта с синими и красными колёсами. В каталоге продукции 1971 года наборы были описаны как предназначенные для детей от 1 до 2 лет, но продавались вместе с кубиками LEGO, обычно предназначенными для детей в возрасте от 3 до 12 лет. В 1972 году были представлены кубики Duplo с двумя рядами шипов.
В 1975 году Duplo стала собственной торговой маркой с пятью наборами, состоящими исключительно из кирпичиков типоразмера Duplo. Новые наборы включали кирпичики с круглым верхом два на два и небольшой четырёхколёсный фургон с двумя рядами из шести шипов. С этими новыми наборами LEGO Duplo начала ориентироваться на детей в возрасте от 1,5 лет с заделом на будущее, чтобы, когда дети станут старше, их кубики Duplo можно было использовать вместе с обычными кубиками LEGO.
В 1977 году название Duplo было заменено на Lego Preschool. Были представлены маленькие фигурки размером два на два кирпича, состоящие из цилиндрической головы и заострённого тела без конечностей, похожие по дизайну на человечков Little People от компании Fisher-Price. Ещё одним новым кирпичиком была половина арки. Новые наборы включали фигурки, двери и кирпичные вагоны размером два на шесть, которые могли быть использованы как автомобиль или поезд.
Название Duplo вернули в 1979 году вместе с новым переработанным логотипом, на котором был изображён кролик. Некоторые наборы кирпичиков продавались внутри плюшевой версии кролика с логотипа, игрушка закрывалась на молнию.
В 1983 году появились другие фигуры Duplo, которых часто называли человечками Duplo (англ. Duplo people). В отличие от первых версий 1977 года, новые фигурки имели подвижную голову, руки и ноги и уже выглядели как классические минифигурки LEGO. Однако в отличие от маленьких минифигурок, фигурки Duplo были неразоборными для безопасности маленьких детей. Также в 1983 году был представлен набор № 2700 с моделью паровоза с двумя вагонами. В 1986 году был представлен кукольный домик Duplo с раздвижными дверями и человечками Duplo.
В 1992 году был представлен Duplo Toolo, представляющий собой набор конструкторов с использованием отвёрток, который предназначался для детей в возрасте от 3 до 6 лет.
В 1993 году появилась система серых рельсов с остановкой и запуском пути, позже были выпущены ещё два поезда. В 2005 году Lego начала продавать поезда Duplo в стиле паровозика Томаса из популярного британского мультсериала «Томас и его друзья».
В 1995 году была запущена линия Duplo Primo, предназначенная для детей в возрасте от 6 до 24 месяцев. Большинство товаров этой линейки не были строительными элементами. Duplo Primo позже был переименован в Lego Primo.
В 2002 году от названия Duplo снова отказались в пользу Explore. Новое название бренда использовалось, чтобы подчеркнуть связь между кубиками и обучением ребёнка. В весеннем каталоге 2004 года было напоминание о том, что Duplo теперь называется Explore, но той осенью известное имя Duplo снова вернулось с новым логотипом в виде кролика, разработанным в соответствии с новым логотипом в виде слона для линейки Lego Quatro.
LEGO выпускала наборы Duplo по лицензии с персонажами «Боба-строителя» и «Томаса и его друзей». Эти наборы Duplo были сняты с производства, но наборы Duplo теперь включают ферму, зоопарк, город, замок и пиратскую линейку. С 2008 года в продажу поступили наборы с кукольным домиком и замком принцессы. В некоторых наборах Duplo есть автомобили, грузовики и здания, которые нельзя разобрать.

## Производство
LEGO Duplo производится на заводе в Ньиредьхаза в Венгрии. На заводе создаются более 90 % всех элементов Duplo наряду с традиционными кирпичиками LEGO. Чаба Тот, директор по коммуникациям, рассказал: «Каждый год с завода в Ньиредьхазе выпускается около 14 миллионов коробок Duplo. Для этого мы производим 2 миллиона кубиков и деталей Duplo в день».

## Маркетинг
В 1995 году Lego Duplo выступила спонсором британского детского телесериала Tots TV на канале CITV.
В 2014 году Lego Duplo появляется в компьютерном анимационном фильме «Лего. Фильм» в роли инопланетян, построенных из кирпичиков Duplo, угрожающих жителям Бриксбурга. Они возвращаются и в продолжении 2019 года «Лего. Фильм 2», снова в роли инопланетных захватчиков.
В марте 2020 года было объявлено об открытии нового тематического парка на курорте Legoland Windsor Resort. Duplo Dino Coaster был представлен как часть Duplo Valley, зоны парка, предназначенной для детей в возрасте младше 5 лет. В этом районе также находится аэропорт Дупло-Вэлли, в котором используются полностью управляемые вертолёты.